# Йохан II фон Залм
Йохан II фон Залм (на немски: Johann II Graf von Salm; * ок. 1335, Залм, Франция; † 1386/пр. 9 април 1398 или ок. 1400) е граф в Горен Залм във Вогезите и на Шиней.

## Произход и наследство
Той е син на граф Симон I фон Залм († 26 август 1346, в битка в Креци) и съпругата му Матилда фон Саарбрюкен († сл. 1354), дъщеря на Симон фон Саарбрюкен († 1325) и Маргарета Савойска († 1313). Внук е на граф Йохан I фон Залм († ок. 1328) и Жана де Жойнвил († сл. 1297). Майка му се омъжва втори път сл. 1346 г. за рицар Йохан.
След смъртта на граф Хайнрих I фон Залм († 1165/ок. 1170) родът „Залм“ се разделя на клоновете Стар-Залм в Ардените и на Горен-Залм във Вогезите. Старият род на графовете на Люксембург се разделя през 12 век на линиите Горен-Залм и Долен-Залм. Фамилията Горен Залм е наследена през 1475 г. от рода на „Вилд- и Рейнграфовете“, която още съществува в линиите Залм-Залм (от 1623 князе) и Залм-Хорстмар (от 1816 князе).

## Фамилия
Йохан II фон Залм се жени на 22 май 1355 г. в Зитард, Лимбург, Нидерландия, за Филипа фон Хайнсберг-Фалкенбург (* ок. 1335; † сл. 21 февруари 1388/или 1398), наследничка на Херпен и Равещайн, внучка на Валрам фон Фалкенбург († 1302), дъщеря на граф Йохан I фон Фалкенбург († 1356) и Катарина ван Фоорне († 1366). Те имат децата:
- Симон II 'Млади' фон Горен Залм († 16 януари 1397), граф на Залм в Борн, женен за графиня Мари Люксембургска († 1396)
- Йохан IV фон Горен Залм (* ок. 1370/пр. 1391; † 2 юли 1431, битка при Булевил, Франция), граф на Горен-Залм, женен I. на 20 март 1403 г. за Вилхелмина (Гуилемета) дьо Вержи († 4 ноември 1412),II. за Жана де Жоанвил († сл. 29 юни 1431)
- Матилда (Метца) фон Горен Залм († 4 ноември 1398/27 март 1401), омъжена на 19 август 1391 г. за фогт Николаус V фон Хунолщайн († сл. 28 февруари 1431)
- Одилия/Маргарета/Йохана фон Горен Залм (* ок. 1370; † 1428), наследничка на Борне, омъжена 1390 г. за Ян/Йохан III фон Васенаер ван Поланен-Бреда (* ок. 1350; † 10 август 1394)